# Elecciones presidenciales de Filipinas de 2004
Las elecciones presidenciales de Filipinas de 2004 se celebraron el 10 de mayo del ya mencionado año, siendo las cuartas elecciones presidenciales desde el fin de la dictadura de Ferdinand Marcos, (contando las que lo sacaron del poder) y las terceras bajo la constitución de 1987. Las elecciones fueron notables por varias razones. Esta elección primero vio la puesta en práctica de la Ley de Votación Ausente en el Extranjero de 2003, que permitió a los filipinos en más de 70 países votar en las embajadas. En segundo lugar, Gloria Macapagal-Arroyo, presidenta interina desde la destitución de Joseph Estrada por medio de un impeachment en 2001, fue reelegida con casi el 40% de los votos. Es por eso que estos comicios tuvieron la particularidad de ser lo más cercano a una reelección en el país desde que esta fuera prohibida en la constitución de 1987.
Arroyo se apoyó en el hecho de que está prohibido que un Presidente vuelva a ser electo, pero en realidad ella había sido elegida como Vicepresidenta en las anteriores elecciones. Siendo que fue la primera vez desde la sanción de la constitución que un Presidente electo no terminaba su sexenio, se permitió que Arroyo se presentara para un mandato completo. Arroyo fue la segunda presidenta mujer de Filipinas, y la primera en ganar de forma confirmada una elección libre y justa. Por otro lado, a diferencia de las elecciones de 1992 y 1998, hubo menos candidatos a la Presidencia y la Vicepresidencia, y tanto el presidente como el vicepresidente electos eran del mismo partido, lo que mostró la alta modernización que cruzaba el país y el fin de la era de polarización política posterior al retorno de la democracia.

## Resultados
| Candidatos        | Candidatos              | Partidos                                                                | Votos      | %      |
| ----------------- | ----------------------- | ----------------------------------------------------------------------- | ---------- | ------ |
|                   | Gloria Macapagal-Arroyo | Lakas Kampi CMD                                                         | 12.905.808 | 39.99% |
|                   | Fernando Poe Jr.        | Koalisyon ng Nagkakaisang Pilipino (Coalición para una Filipinas Unida) | 11.782.232 | 36.51% |
|                   | Panfilo Lacson          | Laban ng Demokratikong Pilipino (Lucha por una Filipinas Democrática)   | 3.510.080  | 10.88% |
|                   | Raul Roco               | Aksyon Demokratiko (Acción Democrática)                                 | 2.082.762  | 6.45%  |
|                   | Eddie Villanueva        | Bangon Pilipinas Party (Partido Arriba Filipinas)                       | 1.988.218  | 6.16%  |
|                   |                         |                                                                         |            |        |
| Total             | Total                   | Total                                                                   | 32.269.100 | 100%   |
|                   |                         |                                                                         |            |        |
| Votos válidos     | Votos válidos           | Votos válidos                                                           | 32.269.100 | 96.30% |
| Votos anulados    | Votos anulados          | Votos anulados                                                          | 1.240.992  | 3.70%  |
| Votos en total    | Votos en total          | Votos en total                                                          | 33.510.092 | 76.34% |
| Votos registrados | Votos registrados       | Votos registrados                                                       | 43.895.324 |        |